# Okręg wyborczy Hertford
Okręg wyborczy Hertford powstał w 1298 r. i wysyłał do angielskiej, a następnie brytyjskiej, Izby Gmin dwóch deputowanych. W 1868 r. liczbę mandatów przypadających na okręg zmniejszono do jednego. Okręg obejmował miasto Hertford. Został zlikwidowany w 1974 r.

## Deputowani do brytyjskiej Izby Gmin z okręgu Hertford

### Deputowani w latach 1298–1660
- 1626: Capell Bedell
- 1628: Charles Morrison
- 1640–1648: Charles Cecil, wicehrabia Cranborne
- 1640–1643: Thomas Fanshawe
- 1645–1653: William Leman
- 1659: William Leman

### Deputowani w latach 1660-1868
- 1660–1661: Arthur Sparke
- 1660–1661: Thomas Fanshawe
- 1661–1673: Edward Turnor
- 1661–1675: Thomas Fanshawe
- 1673–1690: Thomas Byde
- 1675–1677: Edmund Feilde
- 1677–1679: John Gore
- 1679–1679: Charles Caesar
- 1679–1685: William Cowper
- 1685–1689: Francis Boteler
- 1689–1701: William Cowper
- 1690–1695: William Leman
- 1695–1701: William Cowper
- 1701–1708: Charles Caesar
- 1701–1701: Thomas Filmer
- 1701–1705: Richard Goulston
- 1705–1710: Thomas Clarke
- 1708–1710: William Monson
- 1710–1715: Charles Caesar
- 1710–1715: Richard Goulston
- 1715–1722: Thomas Clarke
- 1715–1722: John Boteler
- 1722–1727: Edward Harrison
- 1722–1723: Charles Caesar
- 1723–1741: Thomas Clarke
- 1727–1734: George Harrison
- 1734–1761: Nathaniel Brassey
- 1741–1759: George Harrison
- 1759–1761: George Clavering-Cowper, wicehrabia Fordwich
- 1761–1780: John Calvert
- 1761–1768: Timothy Caswall
- 1768–1770: William Cowper
- 1770–1780: Paul Feilde
- 1780–1790: Thomas Dimsdale
- 1780–1784: William Baker
- 1784–1802: John Calvert
- 1790–1802: Nathaniel Dimsdale
- 1802–1817: Edward Spencer Cowper
- 1802–1826: Nicolson Calvert
- 1817–1823: James Gascoyne-Cecil, wicehrabia Cranborne, torysi
- 1823–1830: Thomas Byron
- 1826–1832: Thomas Slingsby Duncombe, radykałowie
- 1830–1831: Henry Chetwynd-Talbot, wicehrabia Ingestre, torysi
- 1831–1832: John Currie
- 1832–1835: Henry Chetwynd-Talbot, wicehrabia Ingestre, Partia Konserwatywna
- 1832–1852: Philip Stanhope, wicehrabia Mahon, Partia Konserwatywna
- 1835–1868: William Cowper, Partia Liberalna
- 1852–1857: Thomas Chambers, wigowie
- 1857–1866: Walter Townshend-Farquhar, Partia Konserwatywna
- 1866–1868: Robert Dimsdale, Partia Konserwatywna

### Deputowani w latach 1868-1974
- 1868–1874: Robert Dimsdale, Partia Konserwatywna
- 1874–1885: Arthur Balfour, Partia Konserwatywna
- 1885–1898: Abel Smith, Partia Konserwatywna
- 1898–1900: Evelyn Cecil, Partia Konserwatywna
- 1900–1910: Abel Henry Smith, Partia Konserwatywna
- 1910–1916: John Rolleston, Partia Konserwatywna
- 1916–1921: Noel Pemberton Billing, niezależny
- 1921–1945: Murray Sueter, Partia Konserwatywna
- 1945–1955: Derek Walker-Smith, Partia Konserwatywna
- 1955–1974: Robert Lindsay, lord Balniel, Partia Konserwatywna